# Thomas Koechlin
 (juin 2017).
Pour les articles homonymes, voir Famille Koechlin.
Thomas Koechlin, prononcé ke'klɛ̃, est un céiste suisse pratiquant le slalom né le 4 octobre 1991 à Singapour.
Il remporté la médaille d'argent aux championnats d'Europe 2017 à Tacen (Slovénie)

## Palmarès

### Championnats d'Europe de canoë-kayak slalom
- 2017 à Tacen (Slovénie)
  - Médaille d'argent en C-1

## Pour approfondir